# Beechcraft Starship
Le Beechcraft Starship est un avion civil américain fabriqué par Beechcraft. Il peut transporter de 6 à 8 passagers. Son design futuriste est l'œuvre de Burt Rutan. Son premier vol fut le 15 février 1986.

## Développement

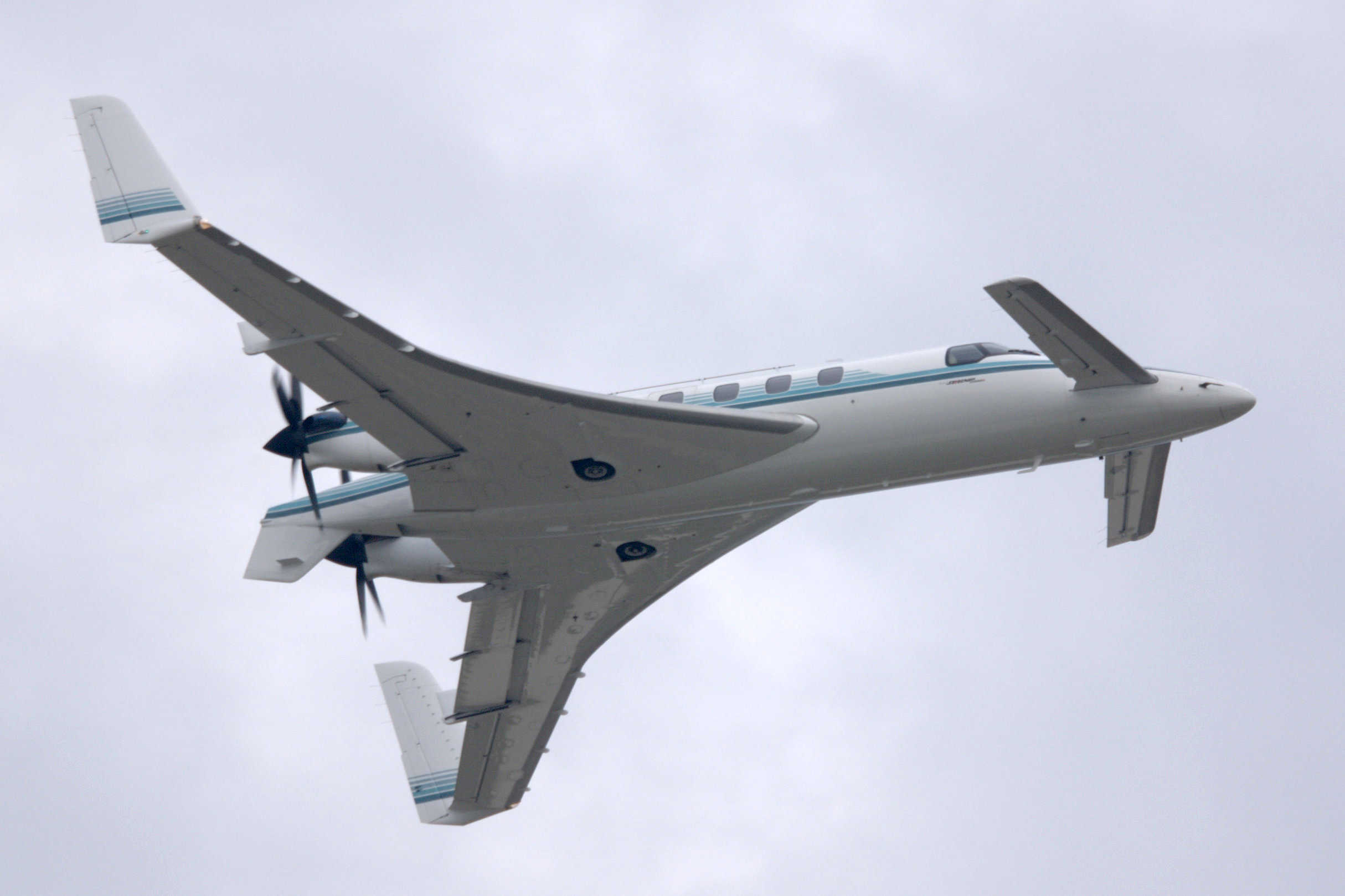
Un vaisseau Beech en vol, photographié lors du salon aéronautique AirVenture 2011.

Le développement du Starship débuta en 1979 quand Beech décida de trouver un successeur à la famille des King Air qui pourrait voler plus vite et transporter plus de passagers. Le 25 août 1982, Beech demanda à Scaled Composites d'épurer le design de l'aéronef. Un des changements majeurs ajouté au design fut le rajout d'ailettes à l'avant.
Le prototype vola pour la première fois en août 1983. Un seul prototype fut construit.
Le programme fut retardé de nombreuses fois, au début à cause de la sous-estimation de la complexité du développement et plus tard à cause de difficultés techniques de la résolution d'un problème du pas d'amortissement et de la conception de l'alarme décrochage. Le développement du Starship coûta 300 millions de dollars.